# Право власності
Пра́во вла́сності (в об'єктивному розумінні) — це сукупність правових норм, які регулюють відносини, пов'язані з володінням, користуванням і розпорядженням власником належним йому майном на свій розсуд і у своїх інтересах, усуненням усіх третіх осіб від протиправного втручання у сферу його володіння цим майном, а також обов'язки власника не порушувати прав та законних інтересів інших осіб.

## Загальний опис
Право власності охоплює правові норми, які закріплюють і охороняють стан приналежності матеріальних благ конкретним особам. Власність характеризується наявністю такої влади особи над річчю, яка визнана суспільством і регламентована соціальними нормами. Оскільки влада над річчю неможлива без того, щоб інші особи, невласники речі, ставилися до неї як до чужої, власність означає відношення між людьми з приводу речей. Всі інші особи, невласники, зобов'язані утримуватися від будь-яких зазіхань на чужу річ і на волю власника мати цю річ. Таким чином, власність це суспільні відносини, які характеризуються двома основними ознаками: вони виникають з приводу речей, мають вольовий зміст.
Власність в економічному розумінні — це економічне панування суб'єкта над об'єктом, що належить йому, використання суб'єктом цих об'єктів своєю владою й у власних інтересах.
Суб'єктивне право власності — право особи на річ (майно), яке вона здійснює відповідно до закону за своєю волею, незалежно від волі інших осіб (стаття 316 Цивільного кодексу України).
Це означає, що суб'єктивне право власності є абсолютним. Власникові повинні протистояти усі інші особи, хоча кожна особа має право вимагати від власника припинення порушень її прав.
Змістом права власності є права́ (правомочності) володіння, користування та розпорядження своїм майном — так звана «цивілістична тріада».
Суб'єктивне право власності — це також забезпечена законом міра можливої поведінки фізичної і юридичної особи щодо володіння користування та розпорядження належним особі майном; воно надає власнику можливість на свій розсуд використати своє майно і свій інтелектуальний потенціал для будь-якої незабороненої законом діяльності.
Характерні ознаки права власності як суб'єктивного права:
- Його зміст охоплює три правомочності;
- Суб'єктом права власності може бути будь-який суб'єкт права;
- Об'єктом правовідносин власності може бути будь-яка індивідуально-визначена річ. Родові речі можуть бути об'єктом права власності за умови їхньої індивідуалізації;
- Своє право на річ власник здійснює завжди своєю владою й у своєму інтересі.

Правомочність володіння — це юридично забезпечена можливість власника бути в безпосередньому фактичному зв'язку з річчю. Володіння треба розуміти як постійну можливість матеріального зв'язку власника з річчю. При наявності юридичних підстав володіння називають титульним. Воно пов'язане з волевиявленням власника. Володіння може бути фактичним і юридичним, законним, незаконним і давнішнім.
Фактичне володіння може виникнути як на законній підставі, так і внаслідок протиправного заволодіння. Через це наявності лише фактичного володіння недостатньо, щоб визнати його законним. Потрібні юридичні підстави такого володіння, його юридичний титул. Законне володіння називається титульним володінням.
Незаконне володіння не спирається на правову основу, тому його називають безтитульним. Незаконне володіння в свою чергу може бути добросовісним і недобросовісним. Добросовісне може бути давнішнім. Недобросовісне володіння може бути самовільним, насильницьким, підробленим.
Правомочність користування — це заснована на законі можливість вилучення корисних властивостей речі для задоволення потреб власника чи інших осіб. Право користування може належати не тільки власникам, але й іншим особам на підставі, зокрема, цивільно-правових договорів або адміністративних актів.
Правомочність розпорядження — це закріплена нормами права за власником можливість визначити долю належної йому речі шляхом знищення, відчуження або передачі її в тимчасове володіння іншим особам.
Лише власник має право одночасно володіти, користуватися і розпоряджатися своїм майном. Власник зобов'язаний не шкодити навколишньому середовищу, не порушувати права та охоронювані законом інтереси громадян, юридичних осіб і держави. Він несе тягар утримання належного йому майна і ризику випадкової загибелі речі. У випадках і в порядку, встановлених законами, діяльність власника може бути обмежена чи припинена, або власника може бути зобов'язано допустити обмежене користування його майном іншими особами.
Зміст права власності складають права по володінню, користуванню і розпорядженню майном, а також обов'язки, пов'язані з утриманням, ризиком розорення та випадковою загибеллю речі.
Окремим пунктом прийнято вважати юридичні суперечки, що пов'язані із оспарюванням або вимогою на визнання права власності. При вирішенні судами суперечок про визнання прав власності пріоритетне значення мають документи та їх відповідне оформлення. Законодавець встановлює, що право власності на окремі види майна (такі як нерухомість, транспортні засоби та ін.) обов'язково повинно бути зареєстроване державою у встановленому порядку.

## Законодавство України, що регулює право власності
- Конституція України
- Цивільний кодекс України від 16.01.2003 № 435-IV
- Земельний кодекс України від 25.10.2001 № 2768-III
- інші норми матеріального права.